# Holobomolochus dawsoni
Holobomolochus dawsoni is een eenoogkreeftjessoort uit de familie van de Bomolochidae. De wetenschappelijke naam van de soort is voor het eerst geldig gepubliceerd in 1985 door Cressey & Cressey.